# كينيا هارا
كينيا هارا (باليابانية: 原研哉) (و. 1958  م) هو مصمم جرافيك، وأمين فني ياباني، ولد في أوكاياما، أوكاياما.

## التعليم
تعلم في جامعة موساشينو للفنون ‏.